# David Jurásek
David Jurásek (Uherské Hradiště, 7 de agosto de 2000) es un futbolista checo que juega en la demarcación de centrocampista para el Beşiktaş J. K. de la Superliga de Turquía.

## Selección nacional
Tras jugar en las categorías inferiores de la selección, finalmente hizo su debut con la selección de República Checa en un partido de clasificación para la Eurocopa 2024 contra Polonia que finalizó con un resultado de 3-1 tras el gol de Damian Szymański para el combinado polaco, y de Ladislav Krejčí, Tomáš Čvančara y Jan Kuchta para República Checa.

### Participaciones en Eurocopas
| Copa          | Sede     | Resultado    | Partidos | Goles |
| ------------- | -------- | ------------ | -------- | ----- |
| Eurocopa 2024 | Alemania | Primera fase | 2        | 0     |

## Clubes
| Club                         | País            | Año       | Partidos | Goles |
| ---------------------------- | --------------- | --------- | -------- | ----- |
| F. C. Zbrojovka Brno         | República Checa | 2020      | 6        | 0     |
| 1. SK Prostějov              | República Checa | 2020-2021 | 26       | 3     |
| F. K. Mladá Boleslav         | República Checa | 2021-2022 | 18       | 3     |
| S. K. Slavia Praga           | República Checa | 2022-2023 | 56       | 3     |
| S. L. Benfica                | Portugal        | 2023-2024 | 12       | 0     |
| TSG 1899 Hoffenheim (cedido) | Alemania        | 2024-2025 | 34       | 0     |
| Beşiktaş J. K. (cedido)      | Turquía         | 2025-     |          |       |

## Palmarés

### Títulos nacionales
| Título                     | Club               | País            | Año  |
| -------------------------- | ------------------ | --------------- | ---- |
| Copa de la República Checa | S. K. Slavia Praga | República Checa | 2023 |
| Supercopa de Portugal      | S. L. Benfica      | Portugal        | 2023 |